# Lower North Water Bridge
Die Lower North Water Bridge ist eine Straßenbrücke nahe der schottischen Kleinstadt Montrose. Sie überspannt die Grenze zwischen den Council Areas Aberdeenshire und Angus. 1971 wurde die Brücke in die schottischen Denkmallisten in der höchsten Denkmalkategorie A aufgenommen.
Die Brücke ist nicht zu verwechseln mit der älteren Upper North Water Bridge, die sich mehrere Kilometer flussaufwärts befindet.

## Geschichte
Die Lower North Water Bridge wurde zwischen 1770 und 1775 errichtet. Als Planer zeichnen die Ingenieure John Smeaton und John Adam verantwortlich. Die Arbeiten führten Andrew Barrie und Andrew Brown aus Montrose aus. Die Jahresangabe 1774 an der Unterseite eines Bogens gibt vermutlich das Fertigstellungsjahr des letzten Bogens an.

## Beschreibung
Die Lower North Water Bridge überspannt den North Esk rund zwei Kilometer nördlich von Montrose. Der Mauerwerksviadukt überspannt den Fluss, der an dieser Stelle die Grenze zwischen Aberdeenshire und Angus markiert, mit sieben ausgemauerten Segmentbögen. Deren lichte Weiten nehmen vom zentralen Bogen mit 19 Metern über 18 Meter, 14 Meter und zuletzt 12 Meter nach außen ab. Die Zwickel sind mit dekorativen Oculi gearbeitet. An den Pfeilern treten spitze Eisbrecher heraus. Die Lower North Water Bridge führt die A92 über den North Esk.
Ein ehemaliges Mauthaus mit oktogonalem Grundriss ist heute nur noch als Ruine erhalten. Mit dem North Water Viaduct entstand 90 Jahre später eine Eisenbahnbrücke rund 50 Meter flussabwärts.